# Osterstedt
Osterstedt er en kommune og en by i det nordlige Tyskland, beliggende i Amt Mittelholstein i den sydlige del af Kreis Rendsborg-Egernførde. Kreis Rendsborg-Egernførde ligger i den centrale del af delstaten Slesvig-Holsten.

## Geografi
Osterstedt er beliggende omkring 27 km vest for Neumünster og 22 km syd for Rendsborg ved udkanten af Naturpark Aukrug. Sydøst for Osterstedt krydser Bundesstraße 77 fra Rendsborg mod Itzehoe og Bundesstraße 430 fra Neumünster mod Schenefeld hinanden. Byen ligger ved jernbanen Neumünster–Heide.